# Leges Langobardorum
L'espressione latina Leges Langobardorum (in italiano "Le leggi dei Longobardi") indica l'insieme della legislazione emanata dai Longobardi in Italia. Il corpus si compone di elementi differenti: alla base originaria costituita dall'Editto di Rotari, emanato da re Rotari nel 643 ma che raccoglie una lunga tradizione orale precedente, si sono nel corso dei decenni aggiunte numerose integrazioni e correzioni, introdotte dai successori di Rotari. L'insieme delle Leges Langobardorum, che include anche decreti promulgati dopo la caduta del Regno longobardo (774) nei territori rimasti sotto il controllo dei Longobardi in Italia meridionale (la Langobardia Minor ridotta al Ducato di Benevento), costituiscono la base del diritto longobardo e sono raccolte, in tutto o in parte, nelle due edizioni del Liber legis Langobardorum ("Libro delle leggi dei Longobardi").

## Struttura
Le Leges Langobardorum si compongono di numerosi apporti successivi, che integrano o correggono la legislazione precedente:
- Editto di Rotari (643, che a sua volta raccoglie, sistematizza e aggiorna il diritto consuetudinario orale dei Longobardi (Cawarfidae);
  - Origo gentis Langobardorum, breve scritto semi-ufficiale redatto poco dopo l'Editto, probabilmente durante il regno di Grimoaldo (661-670)[1] ma tramandato nei manoscritti insieme a esso;
- Grimoaldi Leges, nove articoli in parte molto innovativi promulgati nel 668 da Grimoaldo[2];
- Liutprandi Leges, vasto corpus diviso in anni promulgato nel corso del lungo regno di Liutprando (712-744);
- Ratchis Leges, corpus diviso in anni promulgato nel corso del regno di Rachis (744-749);
- Ahistulfi Leges, corpus diviso in anni promulgato nel corso del regno di Astolfo (749-756).

### Edizioni
- (LA) Edictus Langobardorum, edente Friderico Bluhme, in  Monumenta Germaniae Historica inde ab anno Christi quingentesimo usque ad annum millesimum et quingentesimum. Leges, vol. 4, Hannoverae, impensis bibliopolii aulici Hahniani, 1868,  pp. 1-234.
- Claudio Azzara; Stefano Gasparri (a cura di), Le leggi dei Longobardi. Storia, memoria e diritto di un popolo germanico, Milano, 1992. (traduzione in italiano)
  -  Claudio Azzara; Stefano Gasparri (a cura di), Le leggi dei Longobardi. Storia, memoria e diritto di un popolo germanico, Roma, Viella, 2005, ISBN 88-8334-099-X.

### Letteratura storiografica
- Lidia Capo. Commento a  Paolo Diacono, Storia dei Longobardi, a cura di Lidia Capo, Milano, Lorenzo Valla/Mondadori, 1992, ISBN 88-04-33010-4.
- Jörg Jarnut, Storia dei Longobardi, traduzione di Paola Guglielmotti, Torino, Einaudi, 1995  [1982], ISBN 88-06-13658-5.
- Sergio Rovagnati, I Longobardi, Milano, Xenia, 2002, ISBN 88-7273-484-3.